# Szold Endre
Szold Endre (Budapest, 1897. július 26. – Budapest, 1968. november 14.) urológus, az orvostudományok kandidátusa (1953).

## Élete
Szold Jakab Lajos (1869–1945) államvasúti hivatalnok és Bergler Malvina (1875–1938) gyermekeként született zsidó családban. A budapesti VIII. Kerületi Magyar Királyi Állami Főgimnáziumban érettségizett. Tanulmányait a Budapesti Tudományegyetemen folytatta, ahonnan azonban kizárták a Tanácsköztársaság alatt vállalt szerepe miatt. A proletárdiktatúra idején Deutsch Ernővel a gyermeküdültetést vezette. Rövid időre Bécsbe ment, ahonnan hazatérve, 1922-ben a pécsi Erzsébet Tudományegyetemen nyert oklevelet. Hallgatóként demonstrátor volt a pécsi Anatómiai Intézetben és tagja a Galilei Körnek. Tanulmányai befejeztével két évig műtőnövedék volt az I. számú Sebészeti Klinikán. 1925 júniusától 1939 májusáig a budapesti Urológiai Klinikán gyakornokként, majd tanársegédként dolgozott. 1927-ben szakorvosi képesítést szerzett. 1939-től a Kaszab Poliklinika urológiai rendelését vezette. A következő évben behívták munkaszolgálatra. 1941–1944-ben a szombathelyi Helyőrségi Kórház sebészeként működött. 1944-ben illegalitásban élt. 1945 márciusában újból megkezdte rendelését, s ugyanezen év májusában megválasztották az Urológiai Szakcsoport ellenőrének (két évtizeden át főtitkár volt). 1946-tól nyugdíjazásáig az Urológiai Klinikán dolgozott. Több külföldi tanulmányúton vett részt Ausztriában, Svédországban, Németországban, Franciaországban és az Amerikai Egyesült Államokban. 1949-ben egyetemi magántanári képesítést kapott. 1950–1960-ban betöltötte az Urológiai Társaság főtitkári posztját. Az Acta Urologica (1949–1951) szerkesztője és egyik elindítója volt. Elsőként alkalmazta a röntgen-spektrál-analízist a vesekövek finomszerkezetének felderítésére. Tudományos kutatásai köréből mintegy ötven szakközleménye jelent meg.
Házastársa Fejér Erzsébet (1905–1937) volt, Fejér Lajos építészmérnök és Deutsch Berta lánya, akit 1929. május 7-én Budapesten vett nőül. Lánya Szold Veronika.
A Farkasréti temetőben nyugszik.

## Művei
- A pollakisuria nervosáról (Orvosok Lapja, 1947, 18.)
- Therápiás kísérletek nagymennyiségű penicillin rövid idő alatti adagolására. Zádor Lászlóval. (Orvosok Lapja, 1947, 40.)
- A penicillin renális kiválasztásáról és antibioticus hatásáról  (in vitro kísérletek). Zádor Lászlóval. (Orvosok Lapja, 1947, 44.)
- Urológiai műtétek sebgyógyulásának összehasonlító statisztikája az 1941. és 1948. évben. Merényi Istvánnal. (Orvosi Hetilap, 1950, 26.)
- Penicillin + Streptomycin-tartalmú új készítmény lokális alkalmazása (Polytricin tabletta). Virrasztó Józseffel és Zádor Lászlóval. (Orvosi Hetilap, 1951, 36.)
- Anabolikus anyag hatásának vizsgálata ivarérett hím patkányokon egésztest besugárzás után. Gimes Bélával és Erdős Bélával. (Orvosi Hetilap, 1960, 46.)

## Díjai, elismerései
- Magyar Köztársasági Érdemérem ezüst fokozata (1948)
- Szocialista Munkáért Érdemérem